# 依田賢人
依田 賢人（よだ けんと、1985年3月13日 - ）は、日本のラグビー選手。

## プロフィール
- 東京都出身[1]。
- ポジションはナンバーエイト(No8)、フランカー(FL)。
- 身長 183cm、体重 100kg

## 略歴
8歳（青山学院初等部時代）からラグビーを始めた。
2003年、青山学院高等部を卒業後、青山学院大学に入学。なお高校時代、主将を務めたことがある。
2006年、青山学院大学ラグビー部の主将に就任。
2007年、青山学院大学卒業後、東芝ブレイブルーパスに加入。
2011年、東芝ブレイブルーパスを退団。